# تسیمرن وب روتوایل
تسیمرن وب روتوایل (به آلمانی: Zimmern ob Rottweil) یک شهر در آلمان است که در روتوایل واقع شده‌است. تسیمرن وب روتوایل ۵٬۹۸۹ نفر جمعیت دارد.